# Biorientación
La biorientación es el fenómeno por el cual los microtúbulos que emanan de diferentes centros organizadores de microtúbulos (MTOC) se unen a cinetocoros de cromátidas hermanas. Esto hace que las cromátidas hermanas se muevan a los polos opuestos de la célula durante la división celular y, por lo tanto, ambas células hijas tienen la misma información genética. 
Los cinetocoros vinculan los cromosomas con el huso mitótico; esto se basa en intrincadas interacciones entre microtúbulos y cinetocoros. Se ha demostrado que, en la levadura de fisión, la unión de microtúbulos puede hacer conexiones erróneas frecuentes al principio de la mitosis, que luego se corrige a menudo antes de la aparición de la anafase por un sistema que utiliza proteína quinasa para afectar los microtúbulos cinetocóricos (ktMTs) en ausencia de restricción entre cromátidas hermanas.
La biorientación adecuada permite la segregación cromosómica correcta en la división celular. Aunque este proceso no se comprende bien, las imágenes de alta resolución de los ovocitos de ratones vivos han revelado que los cromosomas forman una configuración cromosómica intermedia, llamada cinturón de prometafase, que ocurre antes de la biorientación. Kitajima y col. estiman que aproximadamente el 90% de los cromosomas requieren la corrección de los archivos adjuntos cinetocoro-microtúbulos (usando Aurora quinasa) antes de obtener la biorientación correcta. Esto sugiere una posible causa de la frecuencia elevada de recuentos anormales de cromosomas (aneuploidía) en mamíferos. 
Se postulan varios métodos por los cuales los cromosomas se biorientan cuando se ubican lejos del polo con el que necesitan conectarse. Un mecanismo implica que el kinetchore se encuentra con los microtúbulos del polo distal. Otro método descrito se basa en las observaciones de que el cinetocoro de un cromosoma orientado a un polo se une a las fibras cinetocóreas de un cromosoma ya biorientado. Es posible que estos dos mecanismos funcionen en concierto: ciertos cromosomas pueden biorientarse a través de encuentros con microtúbulos desde polos distales, que luego son seguidos por fibras de cinetocoro que aceleran la biorientación con cromosomas ya orientados. Los investigadores han separado los espermatocitos del saltamontes de las fibras del huso y los han alejado de la placa de metafase mediante micromanipulación. Varios cromosomas se biorientan instantáneamente, como se deduce de la observación de que, al volver a colocarlos, los cromosomas se movieron a la placa de metafase sin moverse a los polos.  